# Boban Rajović
Boban Rajović (Copenaghen, 25 dicembre 1971) è un cantante montenegrino.

## Biografia
Rajović è nato e cresciuto a Copenaghen, all'età di 8 anni si è trasferito a Berane, paese natio del padre. Qualche anno dopo, a causa di un incendio che ha distrutto le loro dimore, lui e la sua famiglia si sono dovuti spostare a Podgorica. Sin da bambino sognava in grande, allora fantasticava una vita gloriosa e faceva previsioni su un'ipotetica grande carriera calcistica. Tuttavia, dopo aver eseguito la canzone Od Vardara pa do Triglava durante una festa scolastica, ha capito che avrebbe potuto entrare nel cuore di molte persone con la musica e che quella era la sua strada. All'età di 16 anni è tornato in Danimarca, dove ha iniziato a lavorare sodo per poter un giorno far avverare i suoi sogni. A 19 anni ha mosso i primi passi cantando nei club di proprietà jugoslava in Scandinavia. Nel 2000 si è spostato a Belgrado per registrare il suo primo album.
Il più grande successo di Boban Rajović è la canzone Usne boje vina. È proprio la stessa ad averlo portato al vertice della scena pop e dell'industria musicale, rendendolo uno degli artisti più richiesti e con le esibizioni più frequentate. È su consiglio del collega Željko Samardžić che il cantante si è rivolto a Marina Tucaković, una delle migliori paroliere e cantautrici serbe di tutti i tempi. Il testo è stato scritto proprio dalla precitata, mentre la melodia è stata ideata dal compositore Romario.

### Vita privata
Boban è sposato con Dragana Rajović, alla quale ha dedicato il brano Latice od ruža. Dal loro amore sono nati tre figli: Ivana, Anđela e Andrija.

## Discografia

### Album in studio
- 2000 – Njena vatra
- 2003 – Puklo srce
- 2006 – Provokacija
- 2007 – Usne boje vina
- 2008 – Kosači
- 2010 – Mijenjam
- 2014 – Vojnik zabluda
- 2018 – Dito
- 2018 – Singoli 2015/17

### EP
- 2024 – Avion

### Album dal vivo
- 2019 – Bobak Rajović: Spaladium Arena Live

### Singoli

#### Come artista principale
- 2014 – Bahato (con Buki Skandal)
- 2015 – Preventiva (con Anabela)
- 2015 – Opet te nema (con Relja Popović)
- 2016 – Kiša lije
- 2018 – Guzo moja
- 2019 – Faktor iznenađenja (con Ante M)
- 2019 – Žestina (con Dream Band)
- 2021 – Sve ti basta
- 2021 – Malena
- 2022 – Otkaži
- 2022 – Božićna
- 2022 – Tapija (con Kristina Ivanović)
- 2022 – Kilometri ljubavi (con Ivan Zak)
- 2022 – Nedeljom
- 2023 – Kamen u cipeli
- 2023 – Do neba
- 2023 – Ja preživio bih to (Cover) (con Peđa Jovanović)
- 2024 – Ložimo se, ložimo

#### Come artista ospite
- 2008 – Persijska princeza (Filip Filipi feat. Elitni Odredi e Boban Rajović)